# Elmir Ramilewitsch Nabiullin
Elmir Ramilewitsch Nabiullin (russisch Эльмир Рамилевич Набиуллин; * 8. März 1995 in Kasan) ist ein russischer Fußballspieler.

## Karriere

### Verein
Nabiullin begann seine Karriere bei Rubin Kasan. Im März 2014 debütierte er für die Profis von Rubin in der Premjer-Liga, als er am 20. Spieltag der Saison 2013/14 gegen Anschi Machatschkala in der Startelf stand. Bis zum Ende der Saison 2013/14 kam er zu sechs Einsätzen in der höchsten russischen Spielklasse.
Nach insgesamt 85 Einsätzen für Rubin Kasan in der Premjer-Liga wechselte Nabiullin im Februar 2018 zum Ligakonkurrenten Zenit St. Petersburg. Bei Zenit konnte er sich jedoch nie durchsetzen und kam in eineinhalb Jahren beiM Verein lediglich zu 13 Einsätzen in der Premjer-Liga. Zur Saison 2019/20 wechselte er innerhalb der Liga zum FK Sotschi. In seiner ersten Spielzeit in Sotschi kam er zu 20 Erstligaeinsätzen. In der Saison 2020/21 absolvierte er 16 Partien.
Zur Saison 2021/22 wechselte Nabiullin zum Ligakonkurrenten FK Chimki. Für Chimki kam er zu 20 Einsätzen in der Premjer-Liga. Im August 2022 zog er innerhalb der Liga weiter zum FK Nischni Nowgorod. Für Nischni Nowgorod kam er zu neun Einsätzen bis zur Winterpause 2022/23. Im Februar 2023 löste er seinen Vertrag wieder auf.

### Nationalmannschaft
Nabiullin durchlief von der U-16 bis zur U-19 sämtliche russische Jugendnationalauswahlen. Im September 2014 spielte er zwei Mal für die U-21-Mannschaft. Im März 2015 debütierte für die A-Nationalmannschaft, als er in einem Testspiel gegen Kasachstan in der 71. Minute für Georgi Schtschennikow eingewechselt wurde.